# Campeonato Gaúcho 2020
In 2020 werd het 100ste Campeonato Gaúcho gespeeld voor voetbalclubs uit de Braziliaanse staat Rio Grande do Sul. De competitie werd gespeeld van 22 januari tot 30 augustus. Na de speeldag van 15 maart werd de competitie stilgelegd vanwege de coronacrisis in Brazilië en weer hervat op 22 juli. Er werden twee toernooien gespeeld, de winnaars bekampten elkaar voor de algemene titel. Grêmio werd kampioen. Doordat er beslist werd dat de tweede klasse niet meer gespeeld zou worden dit seizoen was er dit jaar geen degradatie.

## Taça Coronel Evaldo Poeta

### Eerste fase
Alle clubs spelen tegen de clubs uit de eigen groep.

#### Groep A
| Plaats | Club                | Wed. | W | G | V | Saldo | Ptn. |
| ------ | ------------------- | ---- | - | - | - | ----- | ---- |
| 1.     | Internacional       | 5    | 4 | 1 | 0 | 10:4  | 13   |
| 2.     | Ypiranga de Erechim | 5    | 3 | 2 | 0 | 4:1   | 11   |
| 3.     | Juventude           | 5    | 1 | 2 | 2 | 4:5   | 5    |
| 4.     | São Luiz            | 5    | 1 | 1 | 3 | 8:10  | 4    |
| 5.     | Pelotas             | 5    | 1 | 1 | 3 | 7:10  | 4    |
| 6.     | Novo Hamburgo       | 5    | 0 | 3 | 2 | 0:3   | 3    |

|  | Gekwalificeerd voor tweede fase |

#### Groep B
| Plaats | Club              | Wed. | W | G | V | Saldo | Ptn. |
| ------ | ----------------- | ---- | - | - | - | ----- | ---- |
| 1.     | Caxias            | 5    | 3 | 1 | 1 | 5:2   | 10   |
| 2.     | Grêmio            | 5    | 3 | 0 | 2 | 9:5   | 9    |
| 3.     | Esportivo         | 5    | 2 | 2 | 1 | 6:9   | 8    |
| 4.     | Aimoré            | 5    | 2 | 0 | 3 | 6:8   | 6    |
| 5.     | São José          | 5    | 1 | 2 | 2 | 5:5   | 5    |
| 6.     | Brasil de Pelotas | 5    | 1 | 1 | 3 | 1:3   | 4    |

### Tweede fase
|  | halve finale        | halve finale |  |        | finale | finale |
|  |                     |              |  |        |        |        |
|  |                     |              |  |        |        |        |
|  | Caxias              | 1            |  |        |        |        |
|  | Ypiranga de Erechim | 0            |  |        |        |        |
|  |                     |              |  |        | Caxias | 1      |
|  |                     |              |  | Grêmio | 0      |        |
|  | Internacional       | 0            |  |        |        |        |
|  | Grêmio              | 1            |  |        |        |        |

## Taça Francisco Novelletto

### Eerste fase
Alle clubs spelen tegen de clubs uit de andere groep.

#### Groep A
| Plaats | Club                | Wed. | W | G | V | Saldo | Ptn. |
| ------ | ------------------- | ---- | - | - | - | ----- | ---- |
| 1.     | Internacional       | 6    | 3 | 2 | 1 | 10:4  | 11   |
| 2.     | Novo Hamburgo       | 6    | 2 | 2 | 2 | 5:5   | 8    |
| 3.     | Juventude           | 6    | 2 | 1 | 3 | 5:7   | 7    |
| 4.     | São Luiz            | 6    | 1 | 1 | 4 | 4:7   | 4    |
| 5.     | Pelotas             | 6    | 1 | 1 | 4 | 4:8   | 4    |
| 6.     | Ypiranga de Erechim | 6    | 0 | 4 | 2 | 6:11  | 4    |

|  | Gekwalificeerd voor tweede fase |

#### Groep B
| Plaats | Club              | Wed. | W | G | V | Saldo | Ptn. |
| ------ | ----------------- | ---- | - | - | - | ----- | ---- |
| 1.     | Grêmio            | 6    | 4 | 2 | 0 | 9:3   | 14   |
| 2.     | Esportivo         | 6    | 3 | 2 | 1 | 10:8  | 11   |
| 3.     | Caxias            | 6    | 3 | 2 | 1 | 7:5   | 11   |
| 4.     | São José          | 6    | 3 | 0 | 3 | 4:6   | 9    |
| 5.     | Brasil de Pelotas | 6    | 2 | 1 | 3 | 5:7   | 7    |
| 6.     | Aimoré            | 6    | 1 | 4 | 1 | 7:5   | 7    |

### Tweede fase
|  | halve finale  | halve finale |  |               | finale | finale |
|  |               |              |  |               |        |        |
|  |               |              |  |               |        |        |
|  | Grêmio        | 4            |  |               |        |        |
|  | Novo Hamburgo | 3            |  |               |        |        |
|  |               |              |  |               | Grêmio | 2      |
|  |               |              |  | Internacional | 0      |        |
|  | Internacional | 4            |  |               |        |        |
|  | Esportivo     | 0            |  |               |        |        |

## Finale
Heen
|                   |        |                     |        |                                   |
| 26 augustus 21:30 | Caxias | 0 – 2               | Grêmio | Estádio Centenário, Caxias do Sul |
| 26 augustus 21:30 |        | 8' Pepê 77' Éverton |        | Estádio Centenário, Caxias do Sul |

Terug
|                   |                 |       |                          |                               |
| 30 augustus 16:00 | Grêmio          | 1 – 2 | Caxias                   | Arena do Grêmio, Porto Alegre |
| 30 augustus 16:00 | Diego Souza 15' |       | 43' Laércio 55' Bruninho | Arena do Grêmio, Porto Alegre |

## Totaalstand
| Plaats | Club                | Wed. | W | G | V | Saldo | Ptn. |
| ------ | ------------------- | ---- | - | - | - | ----- | ---- |
| 1.     | Grêmio              | 11   | 7 | 2 | 2 | 18:8  | 23   |
| 2.     | Caxias              | 11   | 6 | 3 | 2 | 12:7  | 21   |
| 3.     | Internacional       | 11   | 7 | 3 | 1 | 20:8  | 24   |
| 4.     | Esportivo           | 11   | 5 | 4 | 2 | 16:17 | 19   |
| 5.     | Ypiranga de Erechim | 11   | 3 | 6 | 2 | 10:12 | 15   |
| 6.     | São José            | 11   | 4 | 2 | 5 | 9:11  | 14   |
| 7.     | Aimoré              | 11   | 3 | 4 | 4 | 13:13 | 13   |
| 8.     | Juventude           | 11   | 3 | 3 | 5 | 9:12  | 12   |
| 9.     | Brasil de Pelotas   | 11   | 3 | 2 | 6 | 6:10  | 11   |
| 10.    | Novo Hamburgo       | 11   | 2 | 5 | 4 | 5:8   | 11   |
| 11.    | São Luiz            | 11   | 2 | 2 | 7 | 12:17 | 8    |
| 12.    | Pelotas             | 11   | 2 | 2 | 7 | 11:18 | 8    |

|  | Kampioen, geplaatst voor Copa do Brasil 2021          |
|  | Geplaatst voor Copa do Brasil 2021 en de Série D 2021 |
|  | Geplaatst voor Copa do Brasil 2021                    |
|  | Geplaatst voor Série D 2021                           |

## Kampioen
| Campeonato Gaúcho de 2020 - Série A |
| Rio Grande so Sul                   |
| ----------------------------------- |
| GRÊMIO Kampioen (39° titel)         |